# Aellopos zonata
Aellopos zonata är en fjärilsart som beskrevs av Dru Drury 1773. Aellopos zonata ingår i släktet Aellopos och familjen svärmare. Inga underarter finns listade i Catalogue of Life.